# 聖カタリナの神秘の結婚 (ヴェロネーゼ、アカデミア美術館)

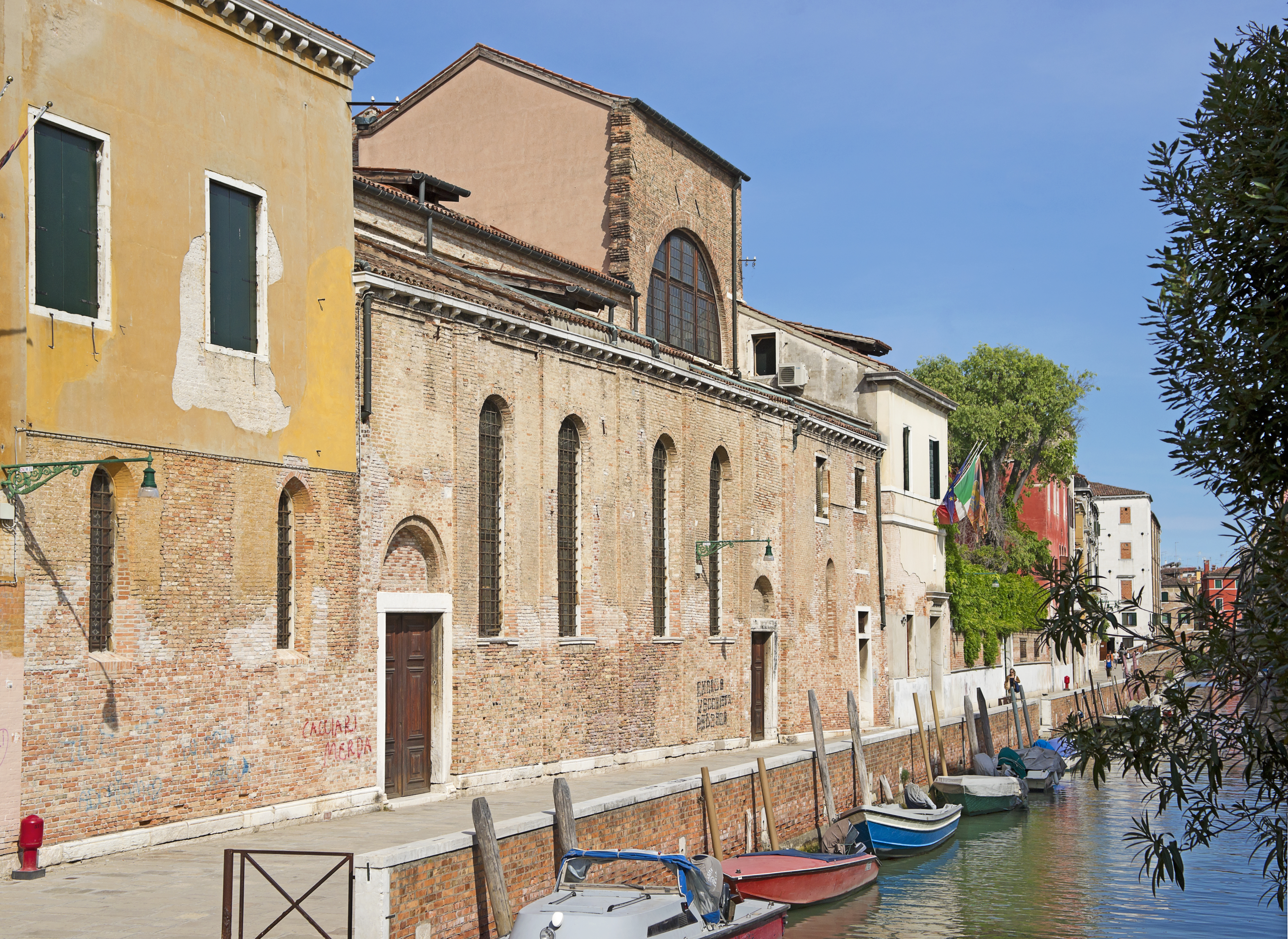
サンタ・カテリーナ教会。

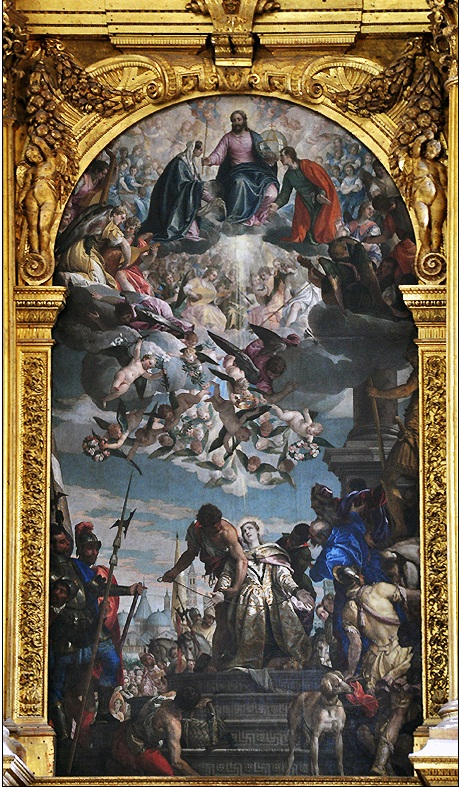
ヴェロネーゼが1575年にサンタ・ジュスティーナ聖堂の主祭壇画として制作した『聖ユスティナの殉教』。

『聖カタリナの神秘の結婚』（せいカタリナのしんぴのけっこん、伊: Matrimonio mistico di santa Caterina, 英: Mystic Marriage of Saint Catherine）は、ルネサンス期のイタリアのヴェネツィア派の画家パオロ・ヴェロネーゼが1565年から1570年ごろに制作した絵画である。油彩。主題はアレクサンドリアの聖カタリナとキリストの神秘的な結婚の伝説から取られている。ヴェロネーゼを代表する作品の1つで、ヴェロネーゼの数多くある同主題の作例の中でも特に有名である。サンタ・カテリーナ教会の主祭壇画として制作された。この主祭壇画は左右をティントレットの6枚の絵画が飾ったことでも古くから有名であった。現在はヴェネツィアのアカデミア美術館に所蔵されている。

## 主題
『黄金伝説』によると、アレクサンドリアの聖カタリナはキプロス島の王家の出身で、優れた学識の持ち主であり、女王になったのちに隠者から洗礼を受けてキリスト教に改宗し、キリストと神秘的な結婚をした。別の伝説によると聖カタリナは隠者から聖母子画を授けられた。すると彼女の信仰心の高まりとともに描かれた幼児キリストが彼女の方を向き、聖カタリナの指に指輪をはめたと伝えられている。

## 作品
聖母マリアは多くの天使に囲まれて古代神殿の階段状の基壇に座り、幼児キリストを抱いている。聖カタリナとキリストの「神秘的な結婚」は聖カタリナの指にはめた結婚指輪で象徴されている。画面右の聖カタリナは恭しい態度で立ち、天使に導かれて右手を幼児キリストに向けて差し出しており、幼いキリスト自ら彼女の薬指に結婚指輪をはめている。画面左では奏楽天使が楽器を奏でているが、左下の2人の天使は楽器を置き、読書をしている。また画面上部では天国の光があふれている雲間からケルビムが地上の光景を見つめている。聖母と聖カタリナの頭上には、王冠と殉教のシンボルであるナツメヤシの葉を持って舞い降りる2人の天使の姿があり、地上の天使がそれを仰ぎ見ている。
聖母と裸のキリストを除く地上の人物像はみな豪華なドレスを着ているが、中でも王族である聖カタリナは美しいデザインと色彩のドレスをまとい、首に真珠のネックレスを、耳にイヤリングをつけ、さらに貞淑なデコルテのネックラインに多くの宝石をあしらった見事な金のネックレスをかけている。
舞台はコリント式柱頭を備えた2本の溝のある巨大な円柱と階段状の基壇のみで構成され、ルネサンス期の装飾が施されている。
本作品は2つの点でヴェロネーゼの並外れた技術的および様式的な多様性を示している。1つは上昇する斜めのリズムに従って編成された複雑な構図である。画面右下から上昇する斜めの線上に聖カタリナと聖母が配置され、またこの斜めの線は円柱に掛けられたドレープで強化されている。一方、聖母から画面右上に向かう斜めの線上に雲の切れ間とケルビムが配置され、最後に天使と雲の上端を通って再度画面左上に向かう斜めの線で構成されている。
もう1つは驚くほど色彩豊かに表現された混雑した優雅な衣装の描写である。実際に本作品はヴェロネーゼの絵画の中でも特に色彩豊かに描かれた絵画の1つで、補色の巧みな組み合わせに基づく色彩技法はヴェロネーゼの絵画の最高品質を示しており、17世紀以降多くの芸術家によって賞賛された。たとえばマルコ・ボスキーニは1660年の解説の中で「まるで画家が自身の効果を生み出すために、金、真珠とルビー、エメラルドとサファイア、そして純粋で最も完璧なダイヤモンドを使用したかのようだ」と書いている。

## 制作年代
制作年については明瞭ではなく、研究者の見解は1560年から1580年の間で揺れている。P・H・オズモンド（P. H. Osmond）が1570年ごろ（1927年）、ジュゼッペ・フィオッコが1560年ごろとしたのち（1934年）、パドヴァ出身の美術史家アルスラン（Wart Arslan）はヴェロネーゼが1575年に制作した『聖ユスティナの殉教』（Martyrdom of Saint Justina）と本作品の様式および色彩の類似性を指摘して、本作品の制作年を1575年ごろとした（1936年）。ロドルフォ・パルッキーニもアルスランに同意し、1575年の直後に描かれたドゥカーレ宮殿のホールの天井のキャンバス画との類似点を指摘した（1939年）。一方、ルイージ・コレッティはさらに遅い1580年ごろに位置づけた（1941年）。アカデミア美術館は1565年から1570年ごろに位置づけている。

## 来歴
絵画は1581年にフランチェスコ・サンソヴィーノ、1660年にマルコ・ボスキーニによって言及されている。第一次世界大戦後の1925年にサンタ・カテリーナ教会からアカデミア美術館に移された。

## ギャラリー

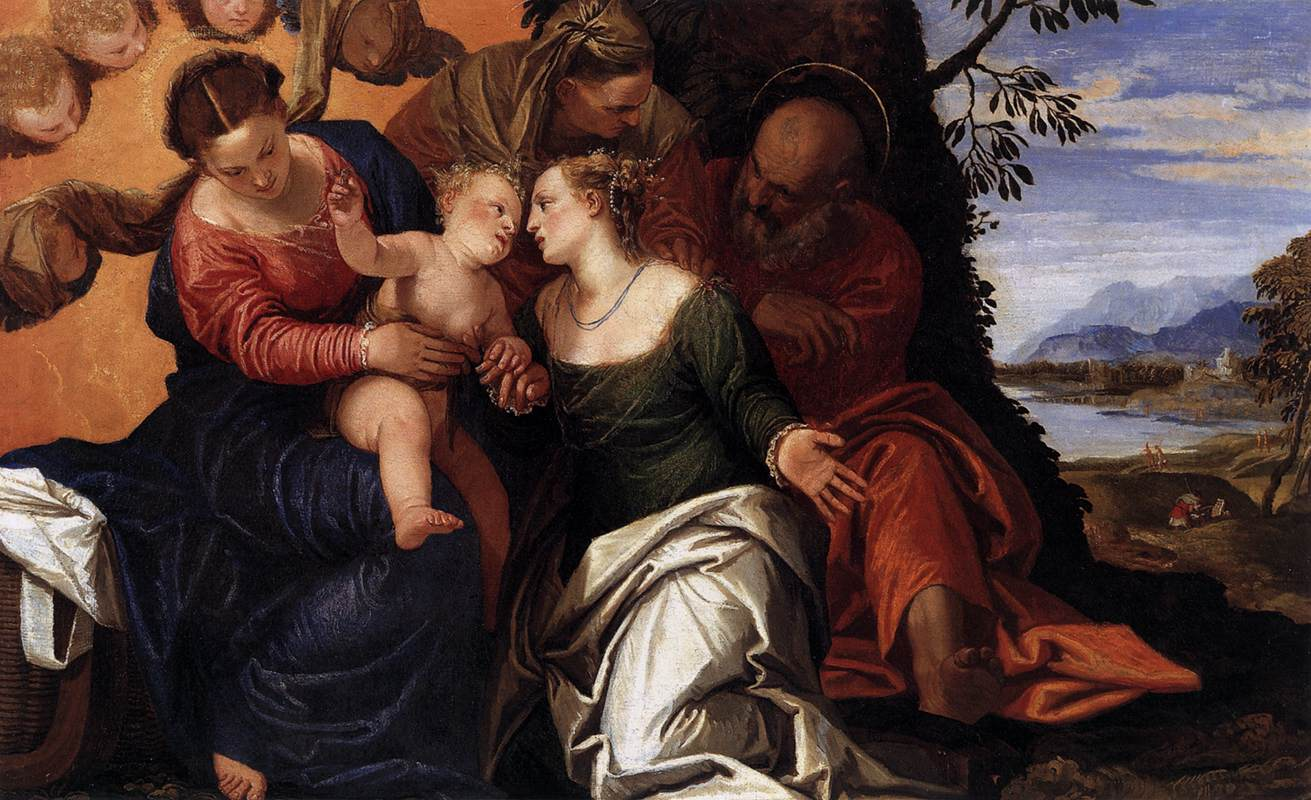
1547年 イェール大学美術館（イタリア語版）
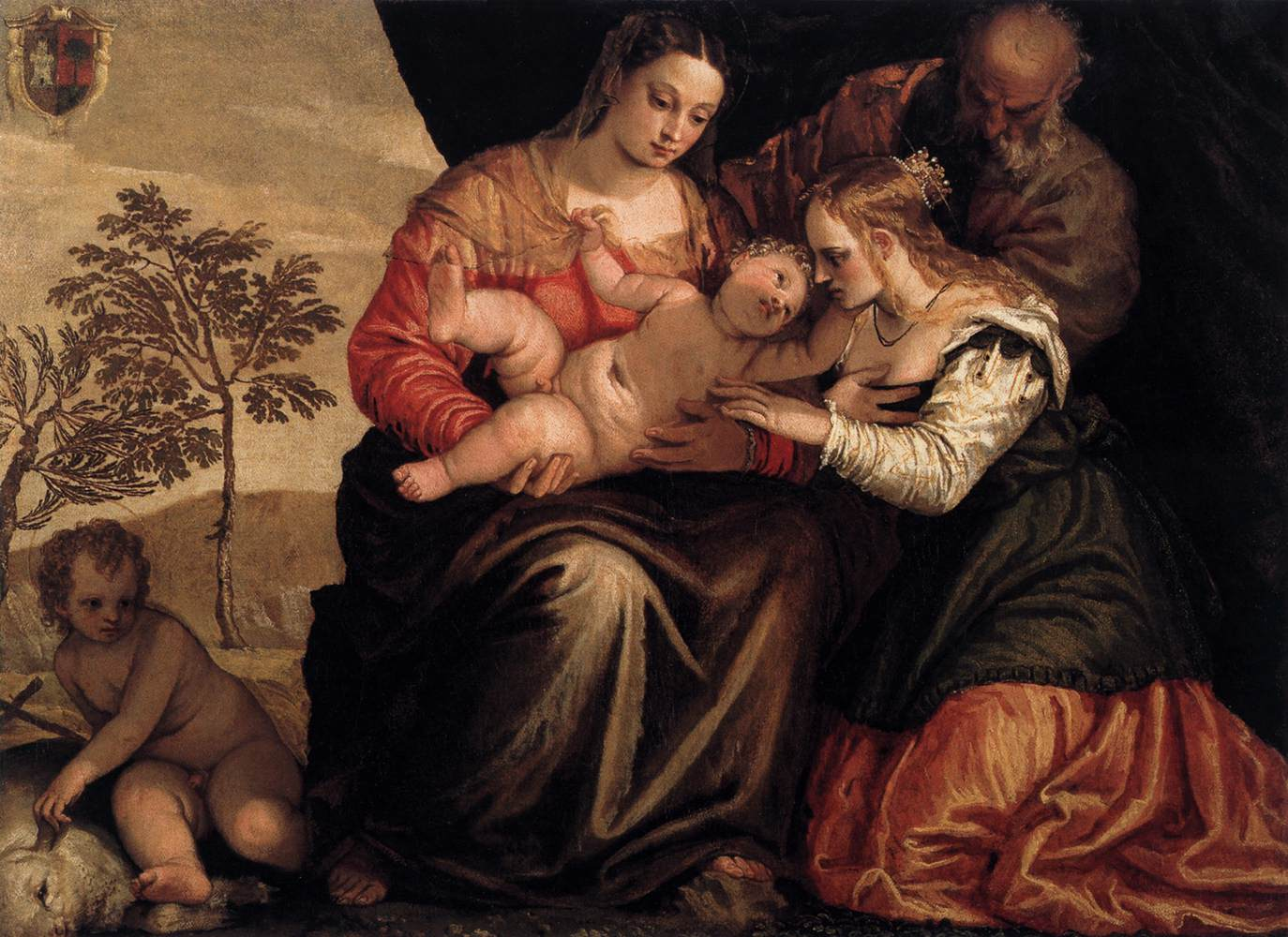
1547年 国立西洋美術館所蔵
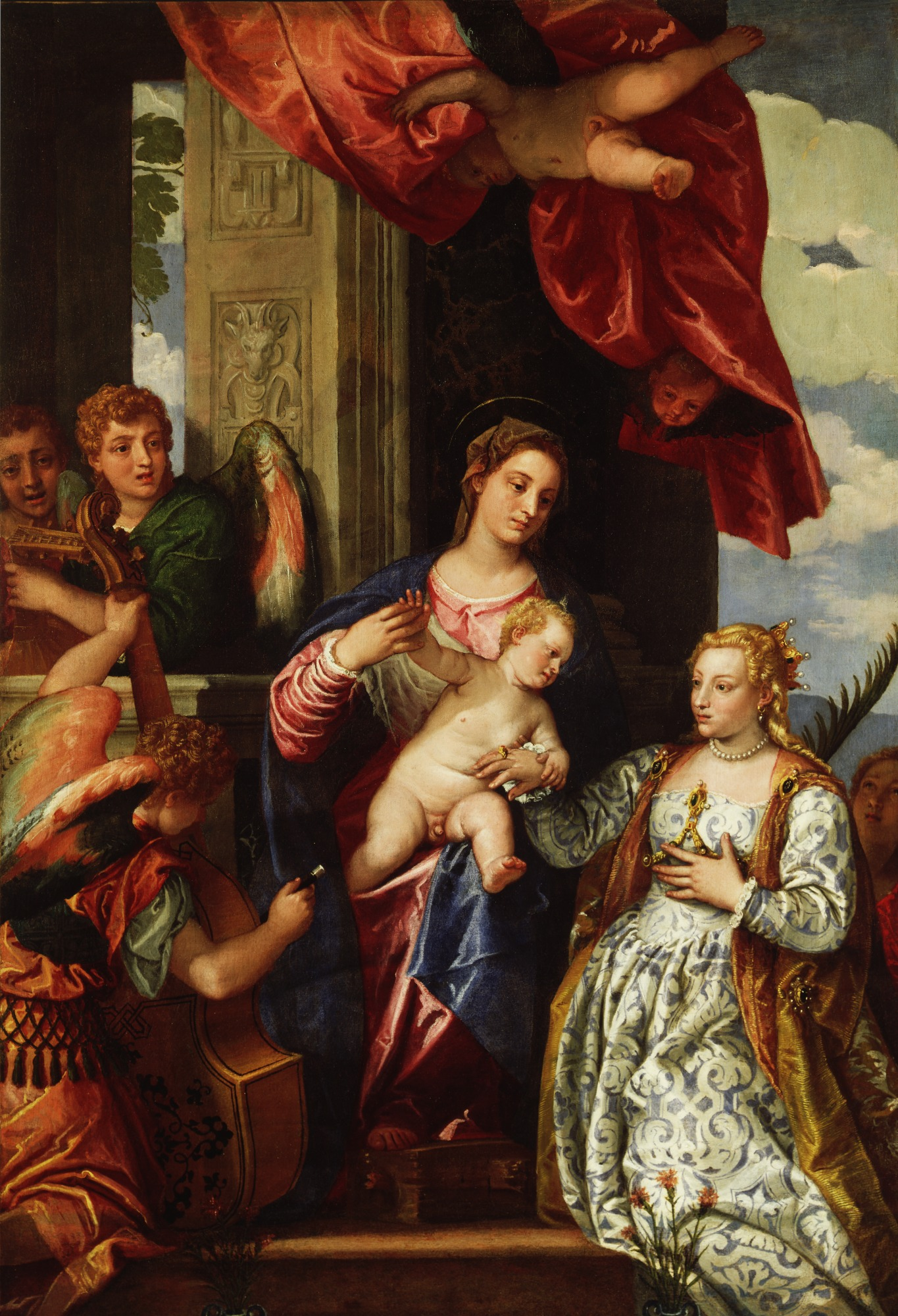
1550年ごろ デトロイト美術館所蔵
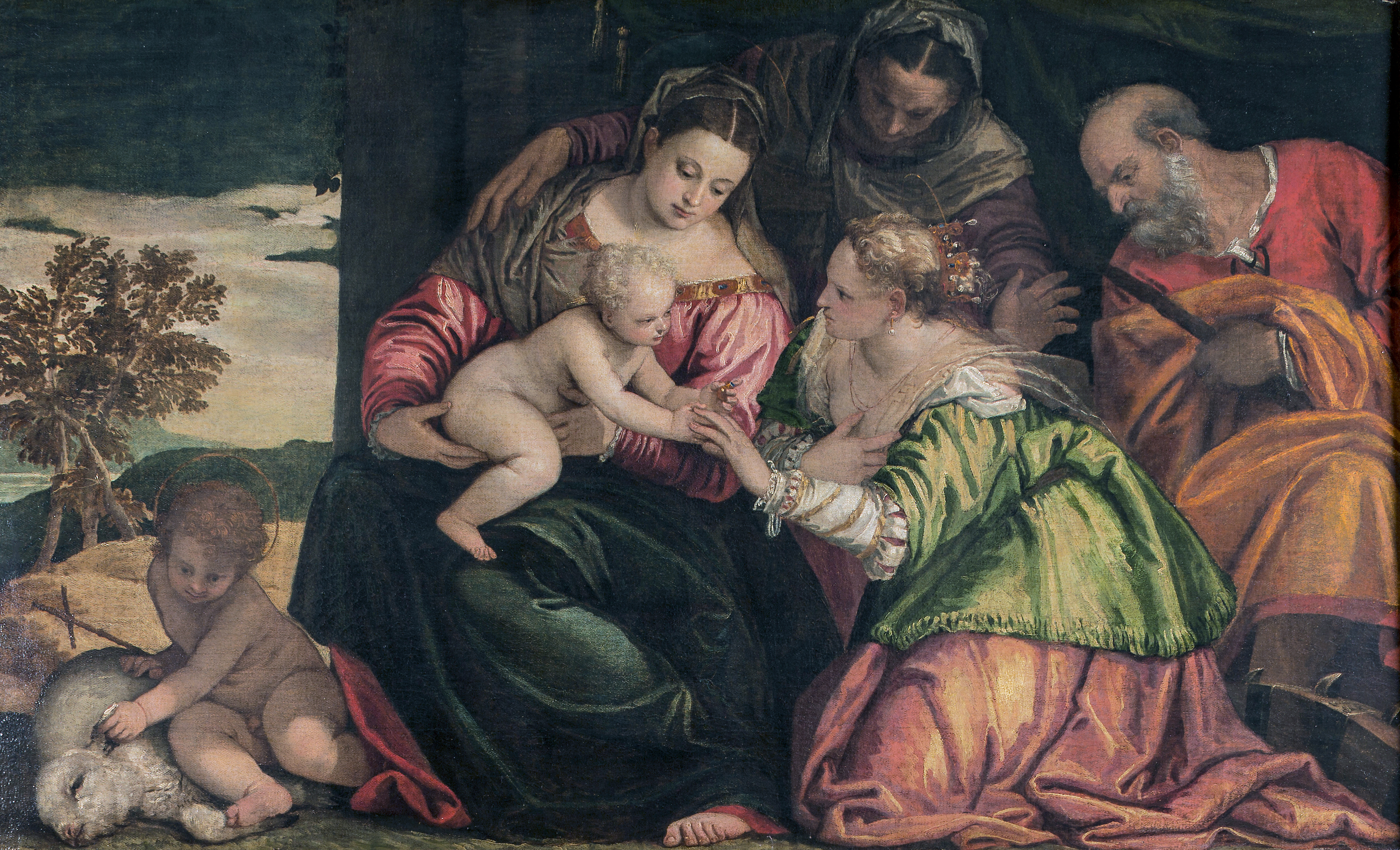
1555年ごろ 個人蔵
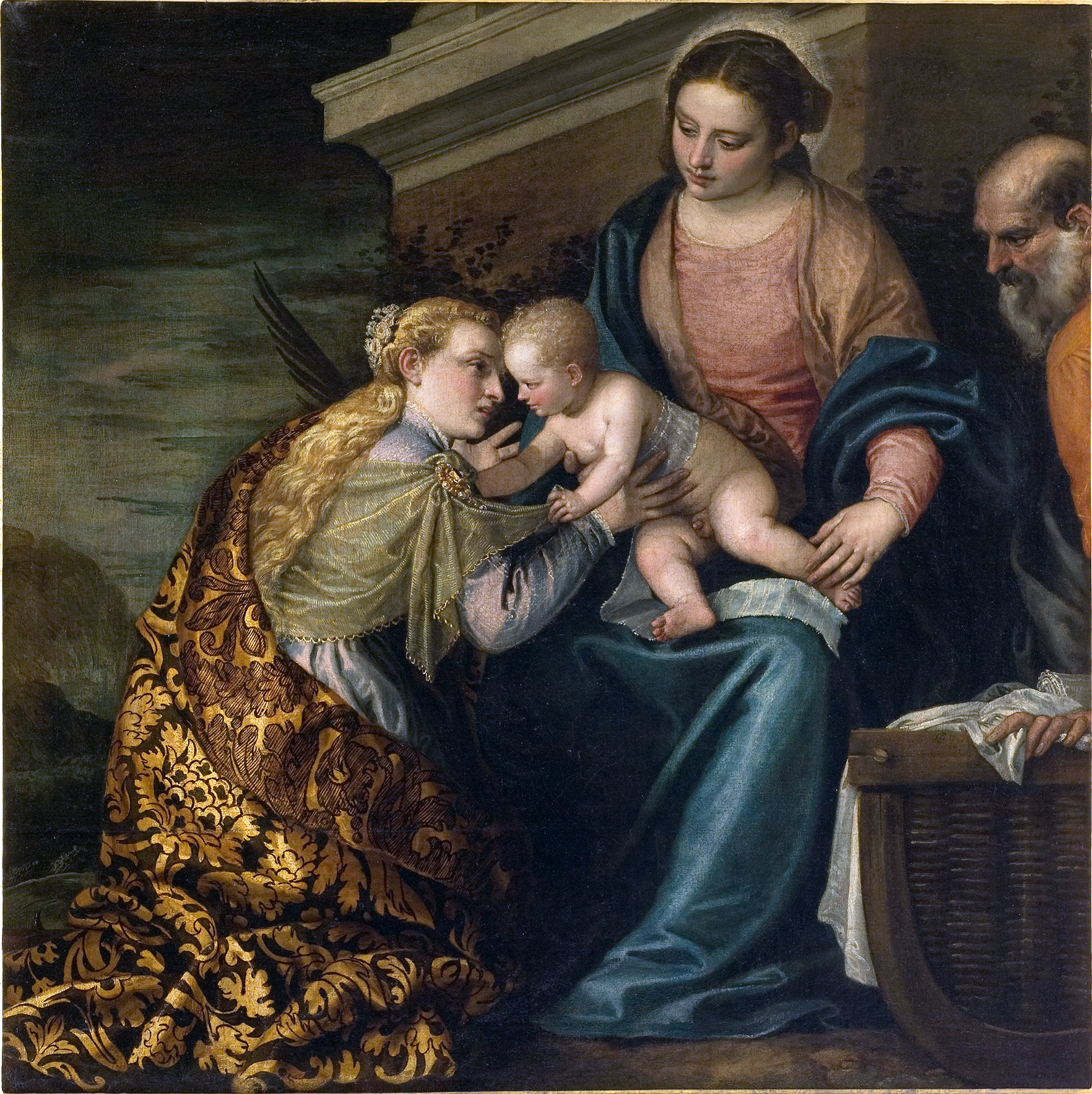
1560年-1565年ごろ ファーブル美術館所蔵
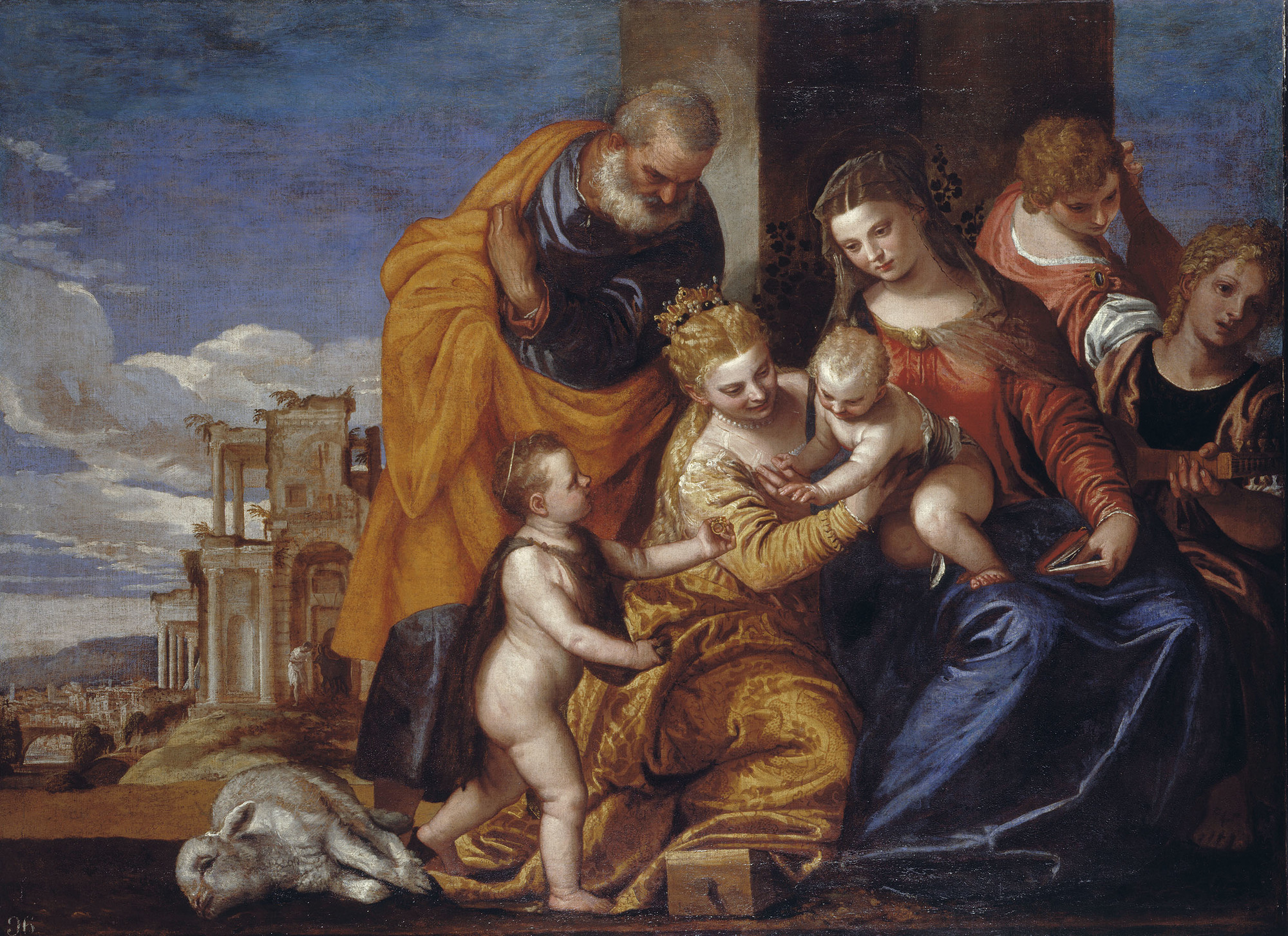
1565年ごろ ロイヤル・コレクション所蔵